# Ітосу Анко
Ітосу Анко (яп. 糸洲 安恒, いとす あんこう —  Ітосу Анко ; 1831—1915) — окінавський майстер бойових мистецтв, учень Сокона Мацумури і вчитель Ґітіна Фунакосі. Найбільший реформатор окінавського тоте, творець сучасного карате. Творець декількох ката, у тому числі серії Пінан. У 1901—1903 роках завдяки його зусиллям викладання карате введено в педагогічному училищі і в середній школі Дайити на Окінаві. Ітосу першим на Окінаві став відкрито викладати бойове мистецтво, чим уможливив якісний перехід від карате-дзюцу до карате-до, тобто від простого мистецтва рукопашного бою до бойового шляху вдосконалення духу.

## Біографія
Ітосу Ясуцуне народився в 1830 (так само вказується 1832 і навіть іноді 1838 році в селі Ямагава в околицях замка Сюрі. У тридцятирічному віці Ітосу став учнем знаменитого Сокона Мацумури, після смерті якого став офіційним патріархом школи Сюрі-те. Будучи освіченою людиною, знаючи китайську і японську літературу, Ітосу був секретарем і писарем Се Тая, останнього вана Рюкю до тих пір, поки монархія не розпалася в 1879 році.
З ліквідацією королівства Рюкю для багатьох сідзоку настали важкі часи. В цьому плані Ітосу пощастило — він залишився на посаді секретаря. Він був звільнений навесні 1888 року. На той час уже припинилися виплати сидзоку грошових субсидій на пошук роботи. Щоб хоч якось заробляти, Ітосу почав навчати тоте всіх охочих.
Ітосу помер в 1915 році (за іншими даними — в 1916 році)

## Характеристика
Зовнішність Ітосу різко виділяла його серед окінавского населення — він мав високий зріст і велику фізичную силу. Його передпліччя, на думку сучасників, були подібні до стовбура молодої сосни, а грудна клітка уподібнювала була як «величезна кругла бочка». «Спина у нього — що у ведмедя, а в руках живе сила тигрові лап», — говорили про нього. Ітосу міг перенести на своїх плечах рибальський човен, а у дні ярмарки розважав людей, вистрибуючи з ями з млиновим жорном на плечах. Володіючи потужним статурою Ітосу міг витримувати удари інших майстрів без видимого для себе збитку, а його хода нагадувала переміщення в стійці «вершника», що і дало йому прізвисько «Анко». За іншою версією «Анко» — просто інше читання імені Ясуцуне. На користь цієї гіпотези свідчить той факт, що іншого відомого окінавского майстра на ім'я Адзато Ясуцуне іноді називають Адзато Анко. Майстер Мацумура говорив йому: «Ви, Ітосу, своїм потужним ударом дійсно можете звалити кого завгодно, але навряд чи ви зумієте мене дістати».
Незважаючи на видатну зовнішність, силу і бійцівські майстерність, Ітосу ніколи не демонстрував своє вміння. На відміну від багатьох майстрів, в тому числі і свого вчителя Сокона Мацумури, він не брав участь в популярних на Окінаві поєдинках з биками, однак, коли одного разу бик вирвався із загороди, зміг без видимого зусилля притиснути голову розлюченого тварини до землі, утримуючи його за роги, поки не підбігли загоничі.
Також відмінністю Ітосу було спокійне дружелюбність, а його очі до глибокої старості зберігали вираз дитячої наївності. Відомий випадок, коли на Ітосу при вході в ресторан напав якийсь чоловік, а майстер, замість того, щоб провчити його, запросив невдачливого грабіжника випити. На тренуваннях з учнями Ітосу був суворий, але після занять абсолютно перетворювався. Розповідають, що Ітосу був веселуном і балагуром, любителем випити. За свідченням Фунакосі, його вчитель завжди знайомив його з відомими йому майстрами і наставляв, що потрібно від кожного взяти те краще, в чому він перевершує всіх інших.
Ітосу добре володів технікою кобудо, однак зброю не використовував, воліючи боротися голими руками. Одного разу цим вирішили скористатися бандити і напали на Ітосу, озброївшись палицями і тризубами. Однак, вони були моментально роззброєні: Ітосу закинув їх зброю далеко в ліс, після чого з посмішкою сказав: «Не турбуйтеся. Будемо вважати, що сьогодні вам попалося просто погана зброя».

### Легенди
Особистість Анко Ітосу оповита ореолом легенд. Значну їх частину описує Фунакосі в книгах «Карате-до Ітіро» і «Карате-до нюмон», посилаючись, часом, на майстра Адзато. У цих легендах описується дивовижна сила і бойові якості Ітосу: він легко розправляється з декількома противниками, розбивав ударами різні предмети, був абсолютно нечутливий до чужих ударів, а вирватися з його захоплення абсолютно неможливо.
В даний час багато дослідників (наприклад, Сесин Нагаміне) не приймають усерйоз більшість приписуваних Ітосу історій, оскільки, з точки зору фізики, вони нереальні. На думку Редзо Фудзівари, в умовах краху королівства Рюкю, коли багато окінавських сидзоку виявилися в злиднях, було природно, що багато хто шукав героя, який міг б стати символом можливого відродження. Знаменитий Ітосу, будучи дійсно сильним бійцем, став вельми підходящою кандидатурою для цього і йому стали приписувати надлюдські здібності.
Міфи про Ітосу популяризувалися його учнем — Фунакосі. Можливо, Фунакосі переслідував корисливу мету — дуже почесно бути учнем такого прославленого і великого бійця, яким Ітосу постає в легендах. Не виключено, що частина легенд Фунакосі склав сам, прагнучи затвердити, в тому числі, і свій власний авторитет.

## Внесок в карате

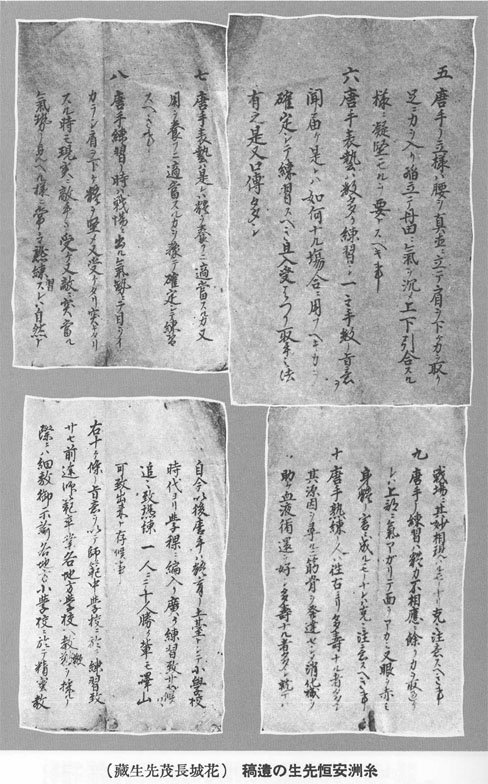
Десять заповідей про заняття тоте

Анко Ітосу по праву вважається найбільшим реформатором бойового мистецтва і фактичним творцем сучасного карате. Він так само заклав основу масового відкритого викладання бойового мистецтва і розвитку фізкультурно-оздоровчого аспекту карате.
Вважалося, що справжніми носіями традиції бойового мистецтва можуть бути тільки китайці і ті, хто у них навчалися, тому окінавські майстри регулярно відвідували Китай, де навчалися у різних майстрів. У Китаї навчалися Мацумура, Хігаонна, Міягі. У цьому плані Ітосу був майстром «другої хвилі» — він ніколи не був в Китаї і навчався у окінавских майстрів. Можливо, саме тому він зважився на радикальне реформування бойового мистецтва, яке багатьом майстрам старої школи могло здатися святотатством.
З технічної точки зору Ітосу розвинув мистецтво прямого удару кулаком — цукі. Він ввів в практику карате довертання кулака під час удару, що посилило міць удару і додало йому сучасного вигляду.
Ітосу розумів, що тоте надзвичайно небезпечне, тому він переглянув техніку, виключивши найбільш небезпечні прийоми. Багато технічні елементи, які в даний час практикуються з стиснутими кулаками (сейкен), раніше застосовувалося з нукіте, або з відкритими, готовими до захоплення, руками. Заміна різних положень кистей рук на сейкен так само полегшила групове навчання, оскільки робота відкритими руками вимагає великої рухливості і сили пальців, чого досить важко досягти більшості учнів.
Таким чином, широке впровадження удару кулаком зробило тоте менш травмонебезпечним як для атакуючого, так і для того, хто захищається.
Ітосу сам створив кілька ката, що вважалося нечуваною зухвалістю, оскільки ката вважалися втіленням мудрого духу древніх майстрів і все ката прийшли на Окінаву з Китаю. Ката розумілися в містичному аспекті як канал зіткнення з езотеричної суттю майстерності. Ітосу же сприймав ката як звичайний комплекс для відпрацювання базової техніки, а ореол сакральності, на його думку, лише шкодив цього. Так само він першим ввів в нумерацію ката термін «дан» — «рівень», що було зручно для навчання під час руху від простого до складного.
Ітосу всіляко сприяв включенню бойового мистецтва в програму середньої школи, що у вигляді експерименту було зроблено в квітні 1901 року. А в жовтні 1907 роки для обґрунтування і полегшення викладання бойового мистецтва в школах майстер написав свої знамениті «Десять заповідей про заняття тоте».
Слід визнати, що реформа Ітосу ускладнила розуміння стратегічного значення деяких елементів ката. Полегшення процесу навчання і припинення традиції таємницею передачі бойового мистецтва привели до неоднозначних наслідків, результатом чого стали різні трактування бункай в деяких ката.

### Ката
За період з 1895 по 1900 роки Ітосу створив свої версії основних ката стилю Сюрі-те:
- Бассай дай
- Бассай се
- Кусянку дай
- Кусянку се
- Сіхо
- Кусянку
- Дзіон
- дзітте
- Дзіін
- Ванею
- Тінтей
- Усейсі (Годзюсіхо)
- Тінто
- Рохай 1-3
- Найханті 1-3

У 1901 році Ітосу за допомогою спрощення китайських форм Тао розробив серію з п'яти ката Пінан, призначених для освоєння карате молодшими учнями середньої школи.

### Критика стилю
Крім вірних послідовників і учнів, Ітосу мав і критиків.
Наприклад, Фудзівара Редзо наводить слова, нібито сказані Кодзе Кахо, спадкоємцем кемпо сім'ї Сай-Кодзе: "Карате Мацумури Мунехіде — справжнє карате, а карате Ітосу Анко повно помилок. Після створення префектури Окінава справжнє карате зникло. А то карате, яке останнім часом практикують жителі Сюрі, повно помилок, і про нього і говорити годі було ". Цікаво, що Кодзе протиставляє стиль Ітосу і стиль його вчителя — Мацумури. Однак, що саме викликало негативну реакцію Кодзе, невідомо. Можливо, суть полягала в зміні Ітосу китайських ката і зниження прикладного аспекту бойового мистецтва.
Слід зауважити, що Мацумура був прямим продовжувачем китайської традиції і завжди стверджував, що викладає саме китайське бойове мистецтво.